# Brachyuranochampsa
Brachyuranochampsa – rodzaj wymarłego krokodyla z grupy Crocodyloidea.
Gatunek typowy, B. eversolei, został opisany w 1944 roku przez Raniera Zangerla na podstawie skamieniałości pochodzących z datowanych na eocen osadów w stanie Wyoming. W 1962 roku Charles Craig Mook w oparciu o dobrze zachowaną czaszkę odkrytą w Grizzly Butes w złożach Bridger Beds nazwał drugi gatunek, B. zangerli, jednak w 1997 Christopher Brochu stwierdził, że nie można jej odróżnić od szczątków „Crocodylus” affinis. Wszystkie znane szczątki Brachyuranochampsa pochodzą z eocenu, jednak w 2001 roku skamieniałości krokodyli datowane na późny kampan również przypisano do tego rodzaju. Brachyuranochampsa została zaklasyfikowana do grupy Crocodylinae przez Mooka w 1962, a do Crocodylidae przez Carrolla w 1988, jednak analizy kladystyczne przeprowadzone przez Christophera Brochu sugerują, że nie należy ona do Crocodylidae, lecz stanowi ich takson siostrzany.